# Angela Tuck
Angela Tuck (1924-70) är den mest framträdande kvinnliga karaktären i Simon Ravens romansvit Alms for Oblivion och en av de där mest flitigt förekommande figurerna överhuvudtaget. Hon introduceras tidigt i såväl tidskronologin (1945) som den ordning böckerna skrevs och publicerades (exempelvis den först publicerade volymen; The Rich Pay Late).

## Fiktiv biografi
Angela Tuck föddes i Indien 1924 som dotter till en yrkesofficer. Då hennes far får avsked p.g.a. ekonomiska oegentligheter blir hennes egen ekonomiska situation mycket prekär och hon finner ingen annan utväg än att gifta sig med den mycket äldre plantageägaren Mr. Tuck, vilket beskrivs i Fielding Gray som utspelar sig sommaren 1945. Det mest genomgående draget hos Angela är hennes nymfomani även om hon också använder sex som ett verktyg för att uppnå sina mål. 
Angela flirtar med den unge Fielding Gray men hamnar emellertid i säng med dennes vän Somerset Lloyd-James under en synnerligen blöt fest på sin 21-årsdag. Som äldre beskriver hon dessa händelser i romanen Bring Forth The Body. Senare blir hon även älskarinna åt Fielding Grays far Jack Gray men denne dör i hjärtattack under ett samlag med henne då den spionerande Fielding slår till ytterdörren. Hon lyckas även bli god vän med Fielding Grays mor och försöker förmå henne att skicka Fielding till Indien, troligen för att hon vill hjälpa Somerset Lloyd-James att få en post på sin skola, vilken han och Fielding konkurrerar om.
Tio år senare (i The Rich Pay Late) är hon separerad från Tuck och har blivit älskarinna åt Jude Holbrook med förhoppningar om att bli dennes hustru så fort han skilt sig från sin Penelope. 1956 avlider Tuck sedan han i berusat tillstånd blivit överkörd på gatan och Angela ärver, till sin egen förvåning, en mindre förmögenhet. Hon bryter med Holbrooke och låter honom veta hur kall och omänsklig han är. 1959 har hon slagit sig ned i kuststaden Menton där hon fördriver tiden med sex och social samvaro. En kort period är den misslyckade skojaren Mark Lewson hennes älskare samtidigt som hon inlett en långvarig, varm och platonisk relation med Max de Freville.
1962 befinner sig Angela med Max i Grekland och lever ungefär som förut. Vid ett tillfälle har hon sex med Fielding Gray och de diskuterar gamla minnen från 1945. Under sina sista år blir Angela oformligt fet och har i stort bytt sex mot mat och dryck. Angela avlider av hjärtsvikt då hon bakom en dubbelsidig spegel ser Fielding Gray ha sex med en ung skådespelerska. Max de Freville hyllar hennes minne på ett ibland något överdrivet vis under de kommande åren (beskrivet i Bring Forth The Body och The Survivors.